# Al-Anz
Al-Anz (tiếng Ả Rập: العنز) là một ấp Syria nằm ở tiểu khu al-Hamraa thuộc huyện Hama, Hama. Theo Cục Thống kê Trung ương Syria (CBS), al-Anz có dân số 146 trong cuộc điều tra dân số năm 2004.